# Obbach
Obbach ist ein Gemeindeteil der Gemeinde Euerbach im Landkreis Schweinfurt (Unterfranken, Bayern). Obbach war ein reichsritterliches Dorf und ein Zentrum jüdischen Lebens.

## Geographische Lage

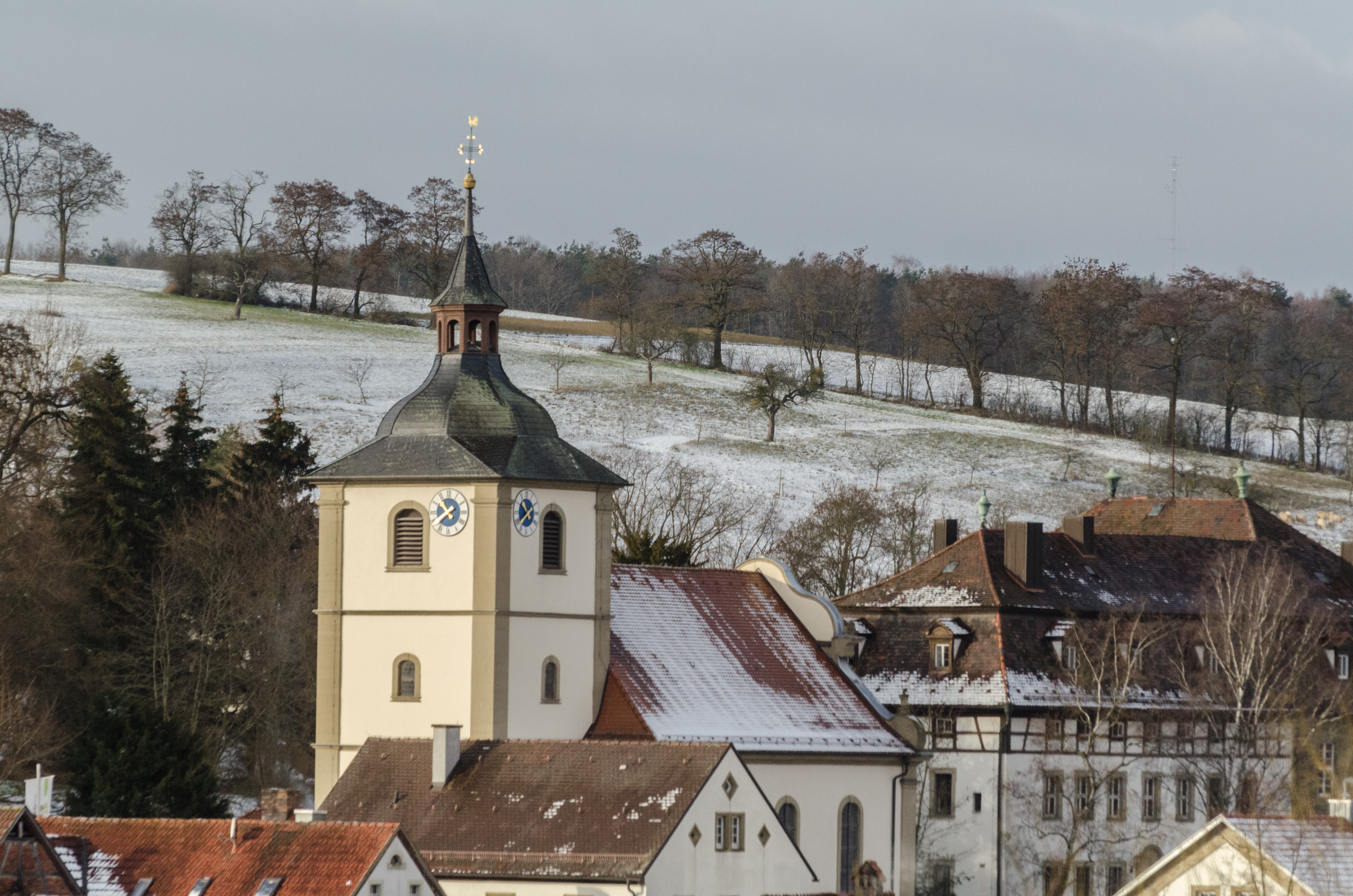
Kirche und Schloss im Hügelland am Rande des Schweinfurter Beckens

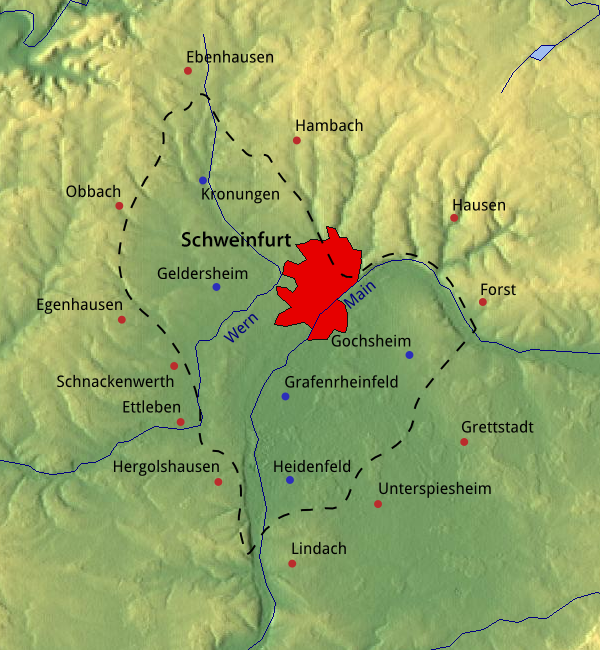
Obbach liegt, i. Ggs. zum Hauptort Euerbach, bereits knapp außerhalb des Schweinfurter Beckens

Obbach liegt 10 km westnordwestlich der Innenstadt des Oberzentrums Schweinfurt und 13 km südlich von Bad Kissingen. Das Pfarrdorf liegt unmittelbar außerhalb des Schweinfurter Beckens, in einer dünnbesiedelten und niederschlagsarmen Region, der Kornkammer des Landkreises Schweinfurt, mit kontinentalem Klima. 
Obbach liegt zwischen der 5 km östlich gelegenen Anschlussstelle Nr. 30 Schweinfurt-West der Autobahn 71 und der 4 km westlich gelegenen Anschlussstelle Nr. 98 Wasserlosen der Autobahn 7.
Die Gesamtgemeinde Euerbach gehört zur Interkommunalen Allianz Oberes Werntal.

## Geschichte

### Mittelalter
Die erste bekannte urkundliche Erwähnung von Obbach (auch Oppach, Opáhu) datiert vom 9. Mai 813. Der Ort feierte deshalb 2013 sein 1200-jähriges Jubiläum.
Um 1275 wurde Graf Hermann von Henneberg als Lehensherr genannt und bis ins 15. Jahrhundert waren die Grafen von Henneberg die Ortsherren.

### Neuzeit
Nach den Hennebergern kam der Ort an die Reichsritter von Hutten. 1527 verlobte sich Margareta von Hutten, die Tochter des Ludwig von Hutten-Frankenberg, mit Kasimir von Seckendorff-Aberdar und 1532 wurde die Eheschließung vollzogen. Margareta erhielt Obbach als Mitgift. Nach dem Tod Ludwigs begann ein langwieriger Rechtsstreit um Obbach, der erst 1732 mit dem Verzicht der Familie von Hutten beigelegt wurde.
Nachdem die freie Reichsstadt Schweinfurt 1542 sich zum lutherischen Bekenntnis bekannt und die Familie Seckendorf Obbach vollständig von der Familie Hutten übernommen hatte, wurde Obbach vermutlich um 1550 ebenfalls evangelisch. Im Dreißigjährigen Krieg ließ 1631 der Fürstbischof von Würzburg, Philipp Adolf von Ehrenberg, das evangelische Obbach besetzen und setzte einen katholischen Pfarrer ein. Ende 1631 eroberten die evangelischen Schweden das ganze Bistum Würzburg und Hans Christoph von Seckendorf konnte bis 1634 wieder seine Güter übernehmen. Nach dem Abzug der Schweden wurde das Dorf 1635 wieder durch den Würzburger Bischof – nun Franz von Hatzfeld – in Besitz genommen. Unter dessen Nachfolger, Johann Philipp von Schönborn ging die Ortsherrschaft 1653 wieder an die Herren von Seckendorf und im gleichen Jahr an die Freiherren von Bobenhausen.
| |                                                                                    |
| \| Reichsstadt Schweinfurt (evang.) Reichsdörfer (evang.) Reichsritterschaften (evang.) \| Grafen von Schönborn (kath.) Deutscher Orden (Brönnhof) Hochstift Würzburg (kath.) \| |                                                                                    |
| Reichsstadt Schweinfurt (evang.) Reichsdörfer (evang.) Reichsritterschaften (evang.)                                                                                             | Grafen von Schönborn (kath.) Deutscher Orden (Brönnhof) Hochstift Würzburg (kath.) |

Seit 1653 gehörte Obbach den Freiherren von Bobenhausen. Sie gehörten als freie Reichsritter dem Ritterkanton Rhön-Werra mit Sitz in Schweinfurt an, der zum Fränkischen Ritterkreis gehörte. 1766/1767 ließen die von Bobenhausen die Kirche erbauen.
Diese Familie beherrschte den Ort bis zur Mediatisierung, die zunächst im sogenannten Rittersturm nach dem Reichsdeputationshauptschluss von 1803 erfolgte und 1806 durch die Rheinbundakte sanktioniert wurde. Obbach wurde zunächst in das Kurfürstentum Bayern und 1806 in das Königreich Bayern eingegliedert. Bis zum Verkauf an die Freiherren Zu Rhein 1813 waren die Bobenhausen noch als Gutsherren in Obbach. 1856 ging das Gut an die bürgerliche Familie Eisfeld. Nach weiteren Besitzwechseln zwischen 1907 und 1924 erwarb die Industriellen-Familie Schäfer das Gut, das noch in ihrem Besitz ist.
Seit 1698 ist Obbach ein evangelisch-lutherisches Pfarrdorf. Bis dahin war Obbach eine Filialkirche von Euerbach.

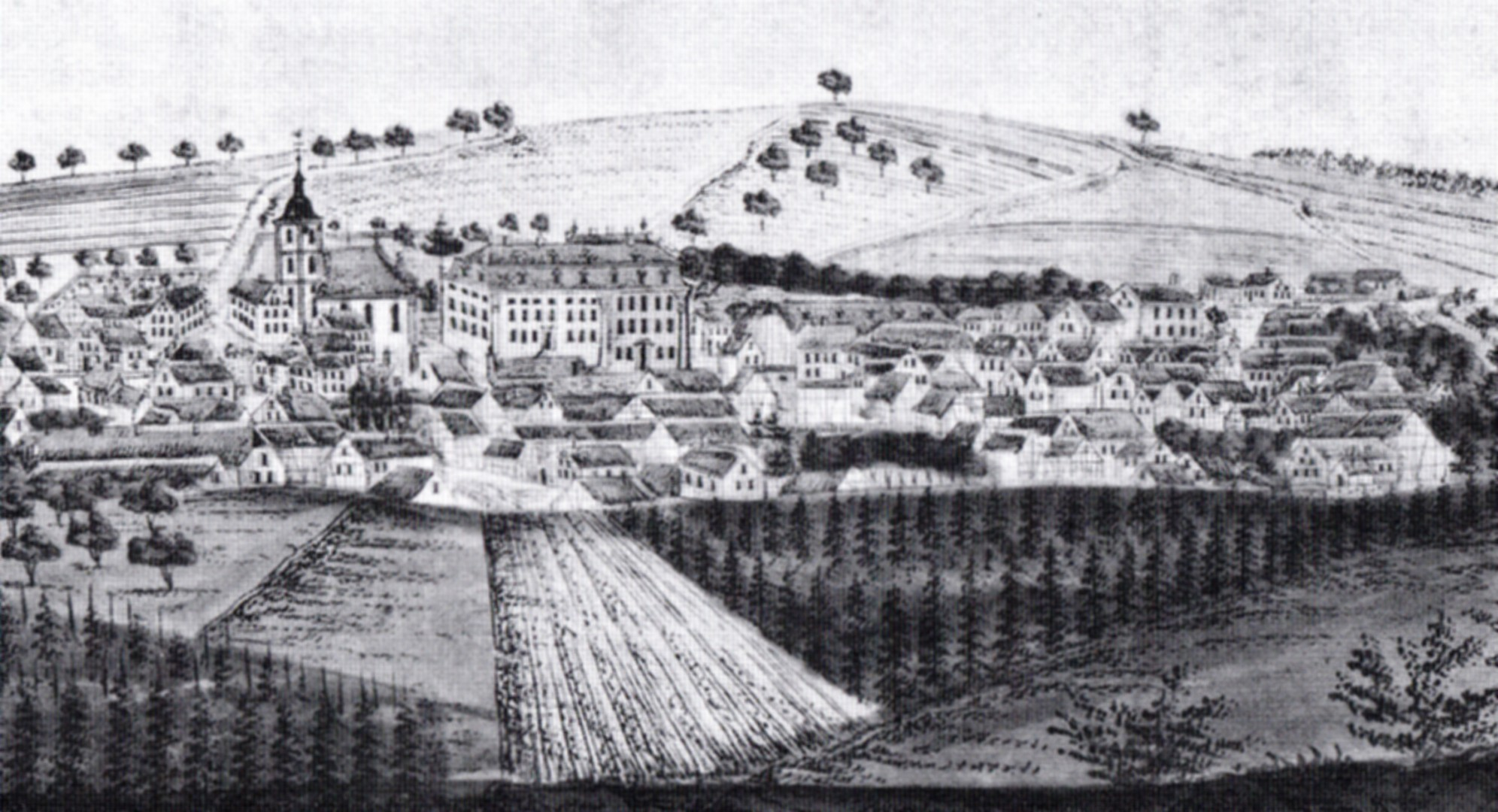
Obbach im Jahre 1863

Um 1800 nahm die Landwirtschaft einen Aufschwung, da bisher ungenutzte Flächen bewirtschaftet wurden. Das Dorf erzielte einen Getreideüberschuss, baute Hanf, Flachs, Obst und Wein an. Ein Steinbruch und die Waldungen lieferten Baumaterial.

### Gebietsreform
Nachdem die bayerische Landesregierung am 16. April 1970 den Entwurf für ein Gesetz zur Stärkung der kommunalen Selbstverwaltung vorgelegt hatte, begann die Diskussion um die Neuordnung der Gemeinden. 1971 gab es im Zuge der Bayerischen Gebietsreform einen Plan, nach dem Obbach der Sitz einer neuen Großgemeinde mit den Ortsteilen Obbach, Wasserlosen, Greßthal, Rütschenhausen und Schwemmelsbach werden sollte. Eine Bürgerversammlung in Obbach lehnte diesen Plan ab – die anderen Gemeinden schlossen sich später zur Gesamtgemeinde Wasserlosen zusammen.
Der bayerische Landtag erließ am 27. Juli 1971 ein Erstes Gesetz zur Stärkung der kommunalen Selbstverwaltung das klare Vorgaben für Gemeindegrößen und Verwaltungsgemeinschaften enthielt. Der Druck der Landesregierung zur Bildung größerer Einheitsgemeinden und Verwaltungsgemeinschaften war enorm.
Obbach wehrte sich weiterhin und erst als klar wurde, dass ohnehin eine Zwangszusammenlegung erfolgen würde, stimmte 1975 eine Bürgerversammlung dem Zusammenschluss mit Euerbach und Sömmersdorf zu und die neue Gesamtgemeinde mit Sitz in Euerbach kam am 1. Mai 1978 zustande. Da auch diese Gesamtgemeinde mit ca. 3 000 Einwohnern unter den vom Land angestrebten Richtgröße von 5 000 blieb, wurde von Amts wegen eine Verwaltungsgemeinschaft mit der Gemeinde Geldersheim vorgeschrieben. Diese Verwaltungsgemeinschaft wurde von Obbach abgelehnt. Erst nachdem der Gemeinderat der Gesamtgemeinde nochmals einstimmig gegen die Verwaltungsgemeinschaft votiert hatte und bei der neu gewählten bayerischen Landesregierung vorstellig worden war, wurde die Verwaltungsgemeinschaft per 1. Januar 1980 wieder aufgehoben.

### Gegenwart
Obbach hat heute 882 Einwohner
2004 wurde vom Amt für Ländliche Entwicklung Unterfranken ein Programm zur Dorferneuerung begonnen, das neben öffentlichen Bauvorhaben zur Umgestaltung des Dorfzentrums auch die Förderung privater Sanierungsvorhaben vorsieht.
Begleitet wird die Dorferneuerung auch von der Bauhütte Obbach. Das Ziel ist, das fränkische Dorf „mit seinen ortstypischen Konstruktionen und Gestaltungsmerkmalen für die Zukunft zu sichern und nachhaltig weiterzuentwickeln.“

## Wappen
Das Wappen der Gesamtgemeinde Euerbach, zu der Obbach seit 1978 gehört, zeigt unten die goldenen Querbalken auf rotem Grund aus dem Wappen derer von Hutten.

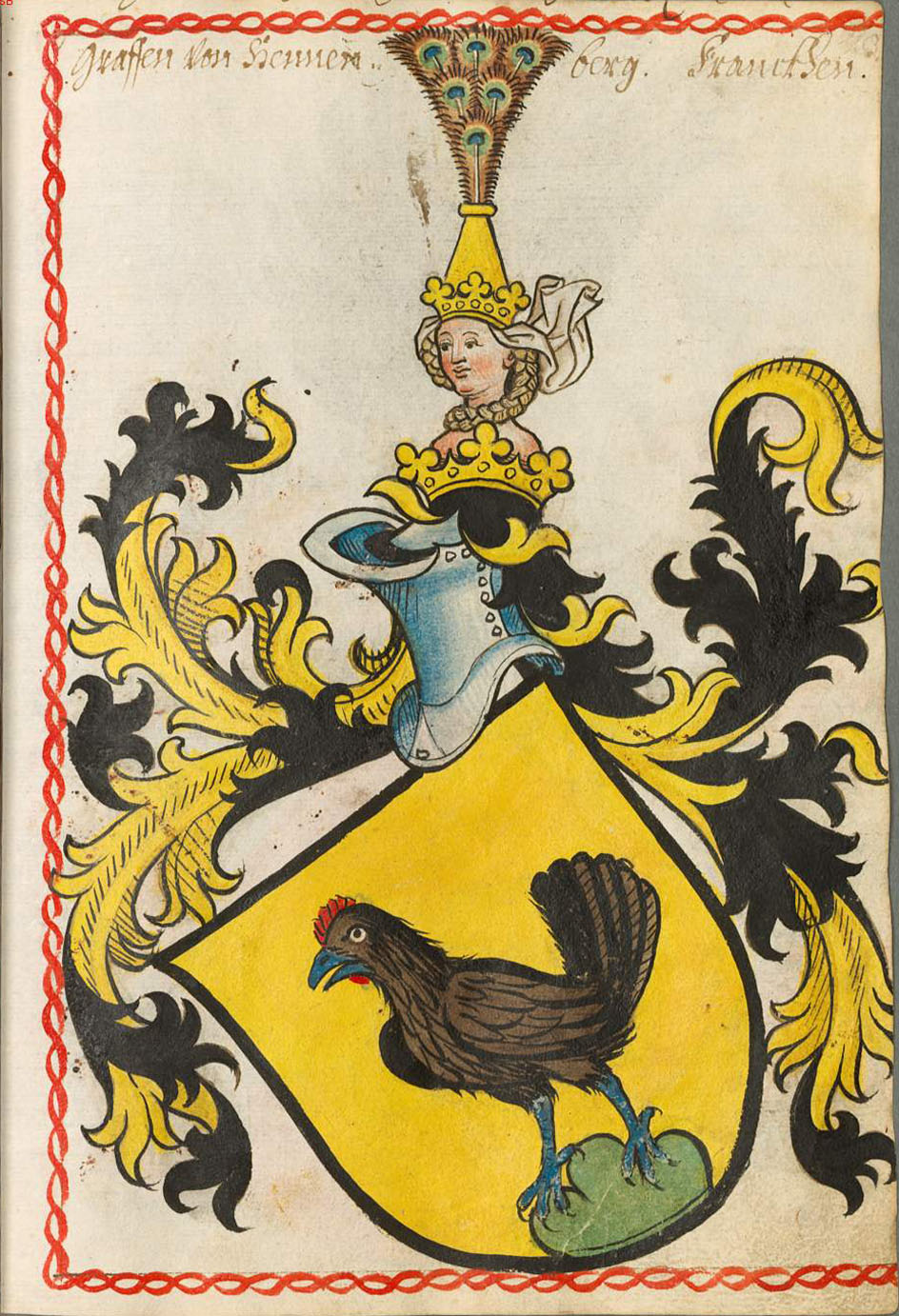
Wappen der Grafen von Henneberg
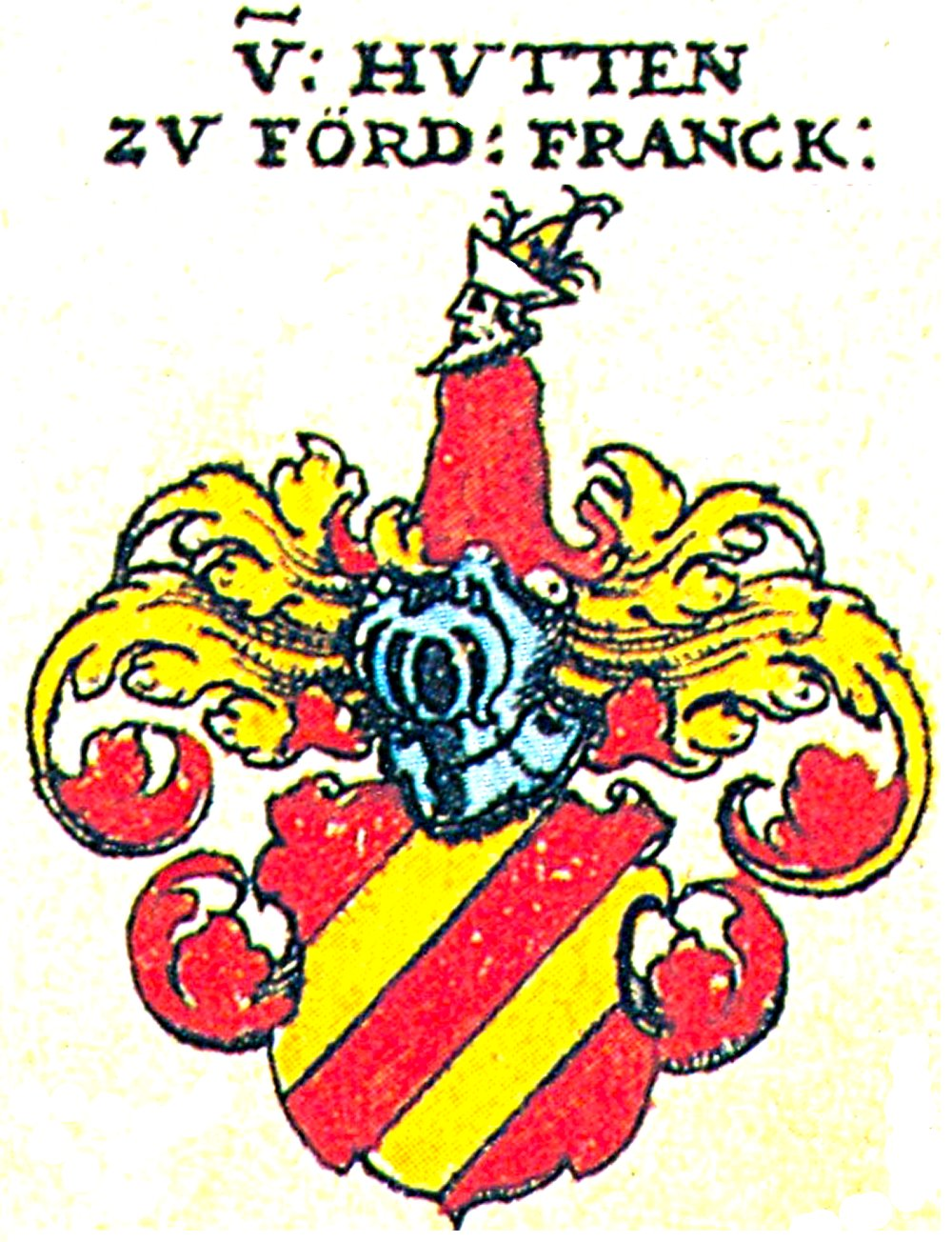
Wappen derer von Hutten
Wappen derer von Seckendorff
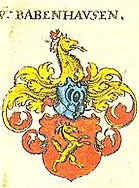
Wappen derer von Bobenhausen
Wappen der Gemeinde Euerbach

## Kultur und Sehenswürdigkeiten

### Die jüdische Gemeinde
Im nahen Schweinfurt sind jüdische Mitbürger bereits 1212 nachweisbar. Nach der Zerstörung von Schweinfurt im Zweiten Markgrafenkrieg erhielt die Stadt 1555 vom Kaiser das Recht, den bisher in ihren Mauern lebenden Juden die erneute Ansässigmachung zu verweigern. Die vertriebenen Schweinfurter Juden verteilten sich auf das Umland – insbesondere im Reichsdorf Gochsheim und in den reichsritterschaftlichen Dörfern. Ein stärkerer Zuzug nach Obbach wird jedoch erst nach dem Dreißigjährigen Krieg angenommen.
Seit 1730 sind jüdische Bewohner von Obbach bekannt. Wann die erste Synagoge entstand, ist nicht bekannt. 1850 wurde eine neue Synagoge erbaut, sie bestand aus unverputzten Sandsteinquadern. Damals lebten mehr als 200 Juden in Obbach, was 30 % der Gesamtbevölkerung entsprach. Außer der Synagoge gab es auch ein Gemeindehaus mit eigener Volksschule und ein rituelles Bad.
1933 lebten noch 106 jüdische Bürger in Obbach. Am Tag nach der Reichspogromnacht, am 10. November 1938, wurde die Synagoge von SA-Männern angezündet und bis auf die Grundmauern niedergebrannt. Von Juden bewohnte Häuser wurden verwüstet, deren Geschäfte ausgeplündert. 1941 war die Zahl der Juden durch Auswanderung auf 36 gesunken und am 22. April 1942 wurden die meisten über Schweinfurt und Würzburg nach Theresienstadt verschleppt – nur zwei kehrten aus dem Konzentrationslager zurück.

### Schloss Obbach
Georg Ludwig von Bobenhausen ließ 1692–1697 das Schloss erbauen. Friedrich Wilhelm Ernst von Bobenhausen ließ 1746–1747 im Barockstil von Balthasar Neumann einen zweiten Flügel anbauen.
1933 richtete die im Besitz der Familie Schäfer befindliche Erste Automatische Gußstahlkugelfabrik, vormals Friedrich Fischer, AG im Schloss ein Erholungsheim für Werksangehörige und Rentner ein. Nach der vorübergehenden Beschlagnahmung von Schloss und Gut 1945 durch die Amerikaner wurde der Heimbetrieb wieder aufgenommen und bis 1958 fortgeführt. Anschließend diente das Schloss als Depot für die Gemäldesammlung von Georg Schäfer, bis diese im Jahre 2000 nach Schweinfurt in das neu errichtete Museum Georg Schäfer umzog.
Zum Schloss Obbach gehört ein landwirtschaftlicher Gutsbetrieb mit 275 Hektar, der seit 1998 nach den Grundsätzen biologisch-organischer Landwirtschaft bewirtschaftet wird. Der Gutshof wurde vom Bundeslandwirtschaftsministerium als Demonstrationsbetrieb für Ökologischen Landbau ausgewählt.

### Obbacher Putzmühle
Der Obbacher Wagner und Schmied Johann Christoph Baum kam 1857 in sein Heimatdorf zurück, das er 1839 verlassen hatte, da er nach Amerika ausgewandert war. Mit Ideen und Werkzeugen aus der neuen Welt begann er mit seinen Söhnen Mathäus und Wilhelm die Serienproduktion von Getreideputzmühlen. Sie bezogen die Eisenteile nicht fertig bei einem Schmied, sondern stellten sie selbst her. Die Getriebe bezogen sie von dem Schweinfurter Schlossermeister Georg Schäfer. Insgesamt sollen ca. 10 000 solcher Mühlen in Obbach hergestellt worden sein, die insbesondere in Unterfranken abgesetzt wurden. Es gab jedoch auch Exporte nach Ungarn und in die Türkei.

Kultur und Sehenswürdigkeiten
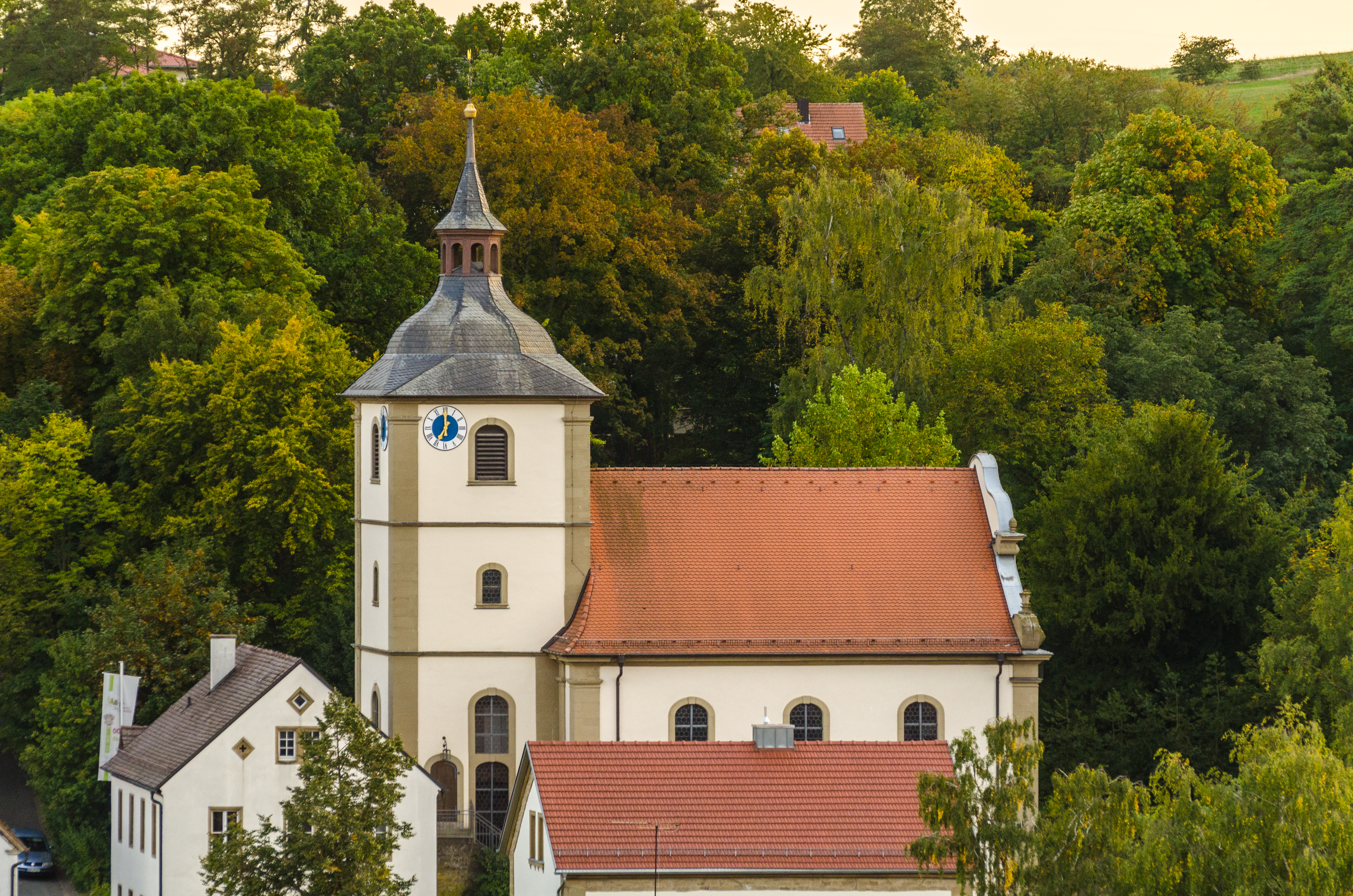
Evangelische Pfarrkirche
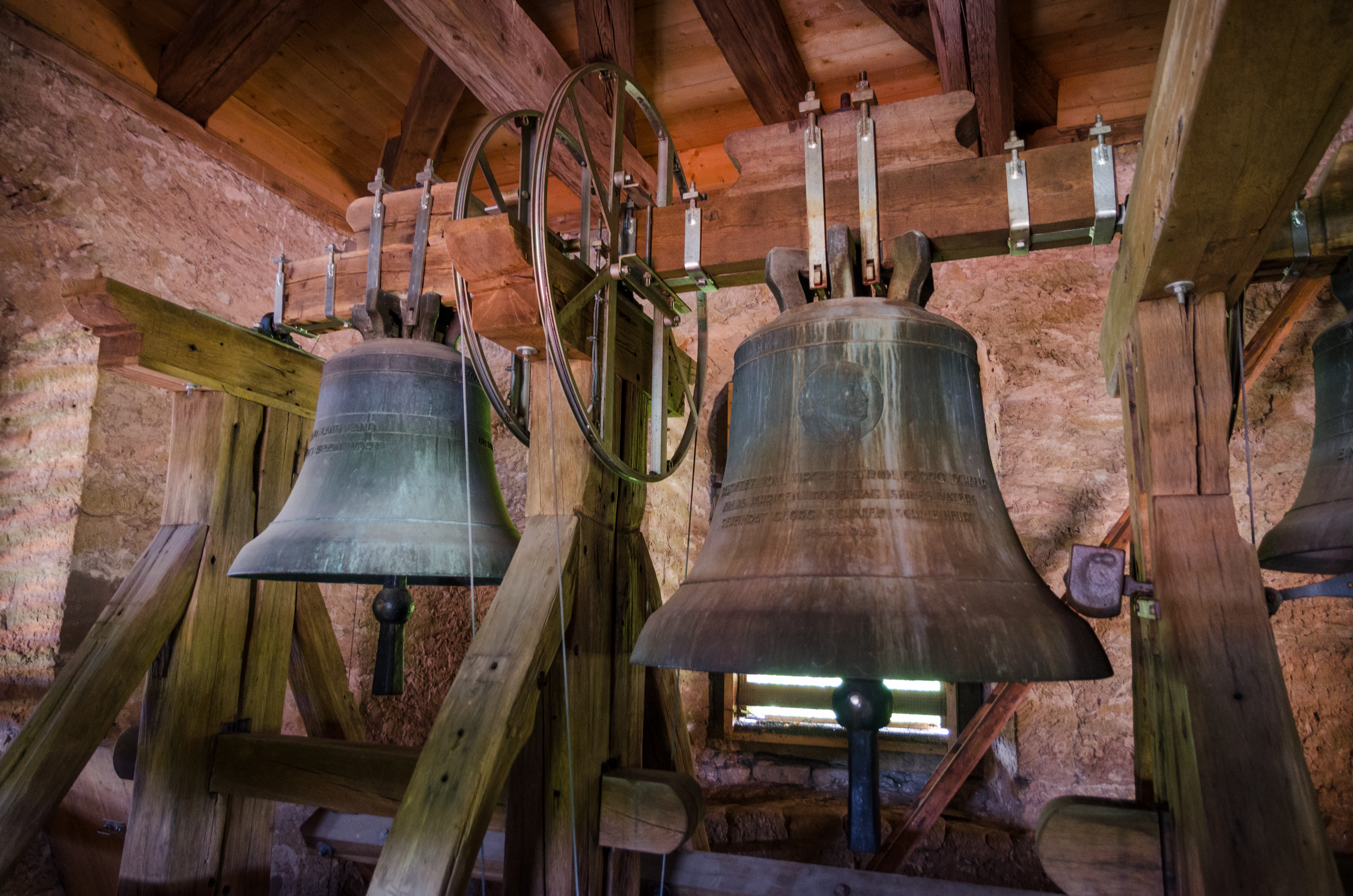
Glockenstuhl der Kirche
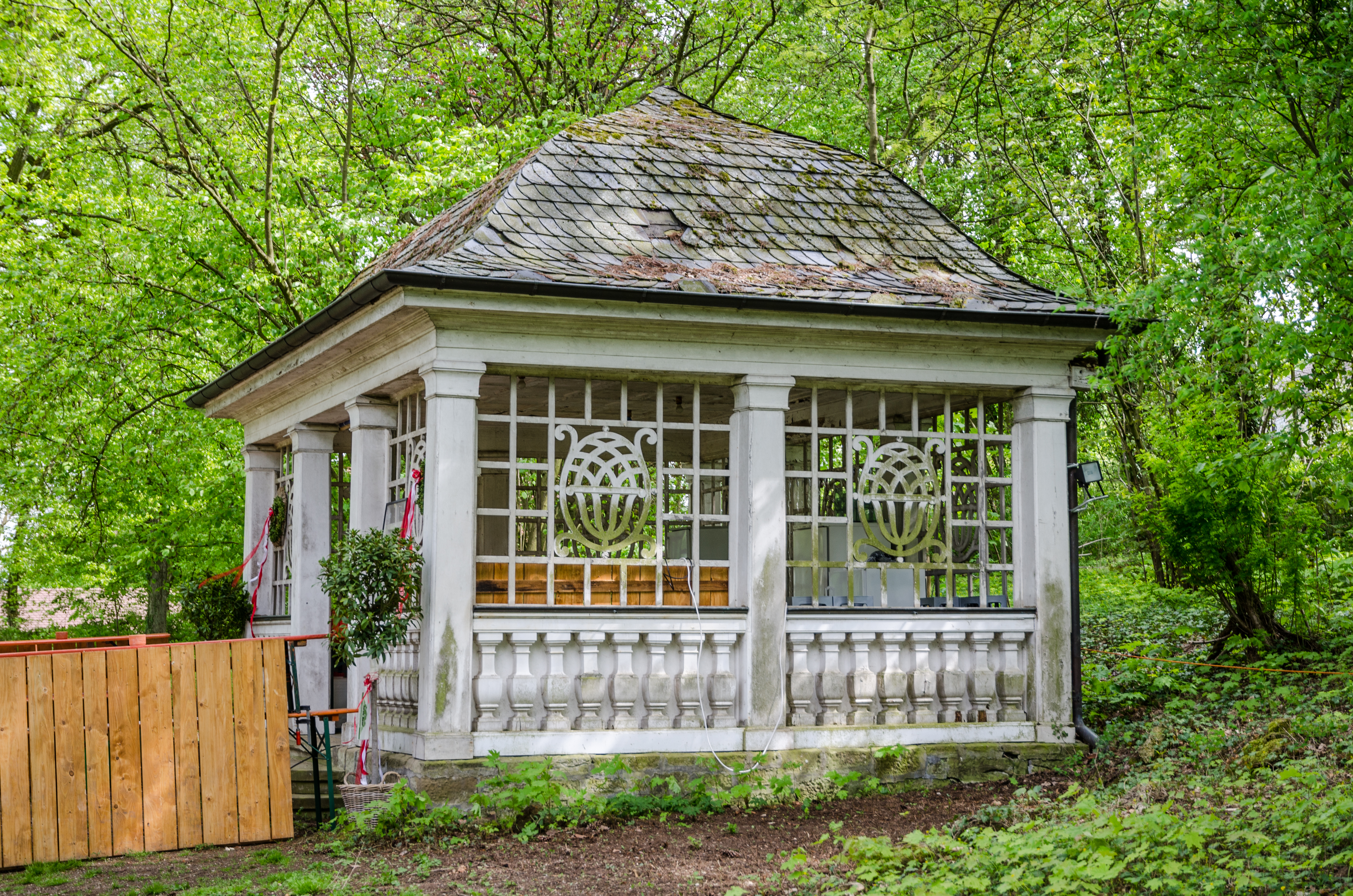
Pavillon im Schlosspark
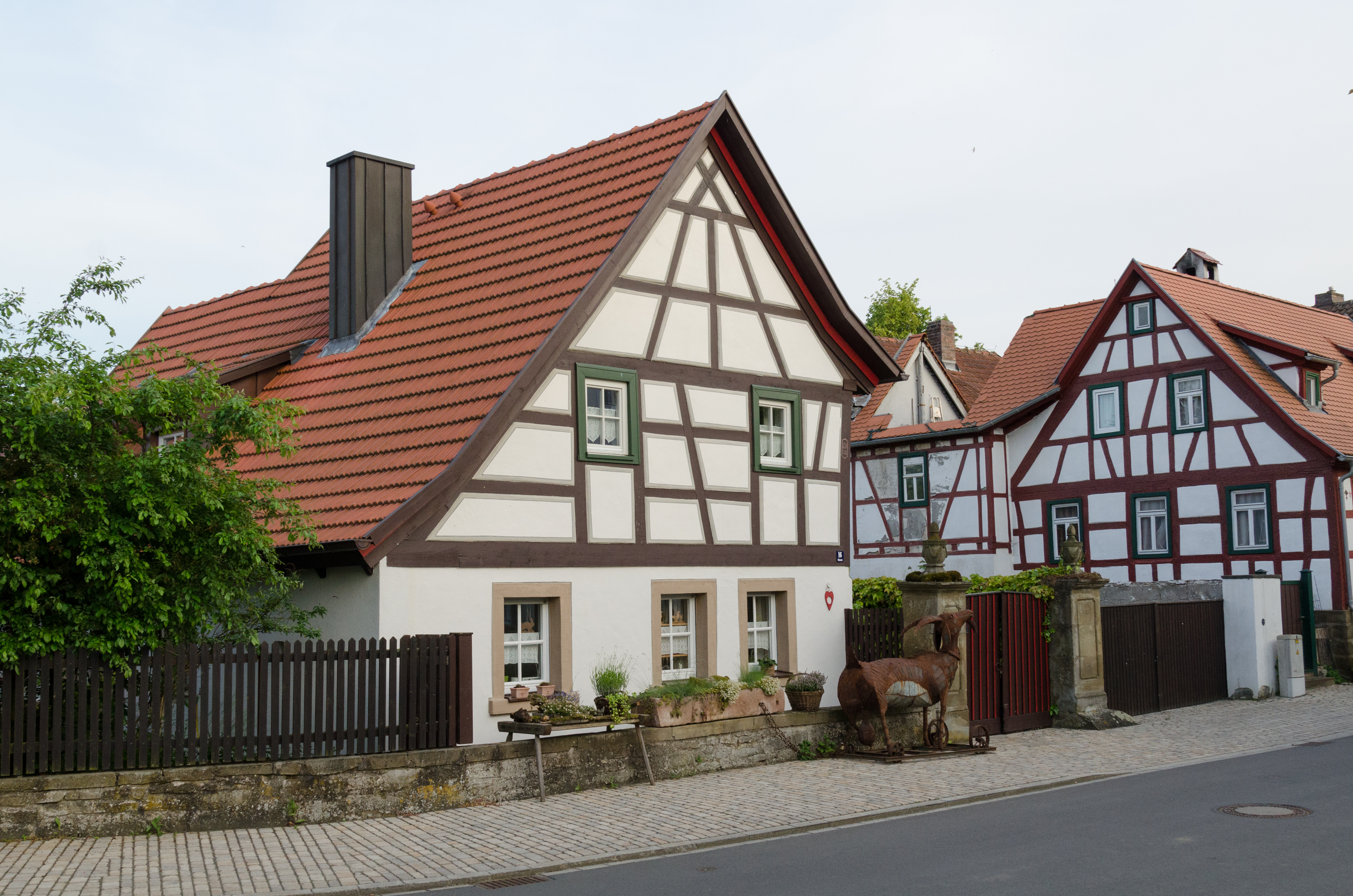
Haus in der Kleinstraße 16

## Persönlichkeiten

### Bedeutende Söhne und Töchter des Ortsteils
- Wolf Frankenburger (1827–1889), von 1869 bis 1889 Mitglied der Bayerischen Kammer der Abgeordneten; bedeutender Parlamentsredner in Deutschland

### Ehrenbürger
Zwischen 1945 und 1978 wurden zwei Ehrenbürger ernannt:
- Georg Schäfer (* 1896; † 1975)
- Georg Schäfer (* 1928; † 2009)